# Sietas Typ 94
Der Typ 94 ist ein Mehrzweck-Küstenschiffstyp der Sietas-Werft in Hamburg-Neuenfelde.

## Geschichte
Die Baureihe wurde ab Mitte der 1970er Jahre von verschiedenen Reedereien geordert und von 1977 bis 1979 in acht Einheiten gefertigt: vier Schiffe des Grundtyps 94, zwei des Untertyps 94a und zwei des Untertyps 94b. Abhängig von der Bauvariante wurden die Schiffe bis in die 1990er Jahre häufig als Containerfeeder auf europäischen Zubringerdiensten und in der Holzfahrt eingesetzt. Durch spätere Verkäufe fand man sie weltweit in der Küstenfahrt. Die Ingvild (ehemals Planet) und die Heidi (ehemals Hansedamm) wurden nachträglich zu Minibulker umgerüstet und erhielten jeweils einen verfahrbaren Bagger. Beide Schiffe wurden vom norwegischen Unternehmen Myklebusthaug Management bereedert und Anfang 2022 verkauft.

## Technik

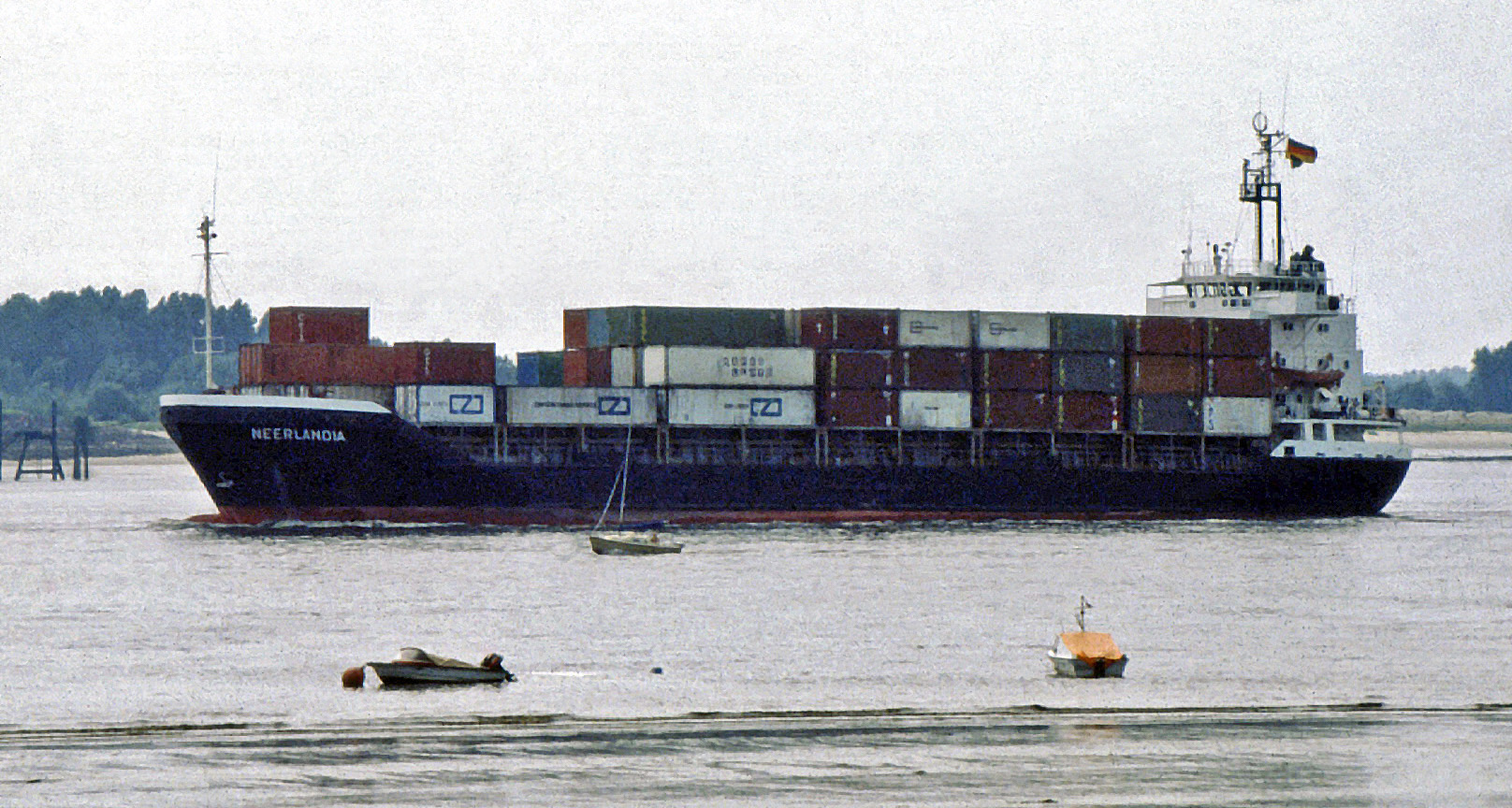
Neerlandia ex Karen Oltmann 1985 auf der Elbe

Die Baureihe wurde in verschiedenen Varianten gefertigt. Die beiden ersten Schiffe des Grundtyps 94, die kranlose Karen Oltmann sowie die an Backbord mit zwei 35-Tonnen-Kränen ausgerüstete Westermoor, besaßen eine Länge von 97,53 m. Die beiden anderen Einheiten des Grundtyps 94, die kranlose Planet und die kranlose Peter Knüppel waren 98,73 m lang. Die mit 35-Tonnen-Kränen ausgerüsteten Schiffe des Untertyps 94a, die Holstentor sowie die Holstendamm, besaßen eine Länge von 104,74 m und erfüllten mit ihren verstärkten Rümpfe die Eisklasse E2. Die zwei Einheiten des Untertyps 94b waren 109,94 m lang und besaßen ebenfalls zwei 35-Tonnen-Kräne.
Die zwei (achtern kastenförmigen/box-shaped) Laderäume mit einem Ballen-Rauminhalt von 6724 m3 beziehungsweise 7345 m3 (Typ 94/94b) sind für den Transport von Containern und den Transport von Gefahrgutcontainern ausgerüstet. Auf die serienmäßige Ausrüstung mit Cellguides wurde verzichtet. Durch die Form der Laderäume ist der Schiffstyp auch in der Zellulose- oder Paketholzfahrt einsetzbar. Darüber hinaus ist die Tankdecke für die Stauung von Schwergut verstärkt. Es wurden schwergutverstärkte hydraulisch betätigte Faltlukendeckel verwendet.
Angetrieben werden die Schiffe der Baureihe von Viertakt-Dieselmotoren verschiedener Hersteller, die bei der Mehrzahl der Schiffe auf einen Verstellpropeller wirken. Die An- und Ablegemanöver werden durch ein Bugstrahlruder unterstützt.

## Die Schiffe
| Sietas Typ 94 | Sietas Typ 94 | Sietas Typ 94 | Sietas Typ 94 | Sietas Typ 94          | Sietas Typ 94                      | Sietas Typ 94 |
| Bauname       | Typ           | Bau- nummer   | IMO- Nummer   | Stapellauf Ablieferung | Auftraggeber                       | Umbenennungen und Verbleib |
| ------------- | ------------- | ------------- | ------------- | ---------------------- | ---------------------------------- | --- |
| Karen Oltmann | 94            | 803           | 7528556       | 03.05.1977 04.06.1977  | Reederei G. Oltmann, Drochtersen   | 1978 Neerlandia → 1985 Karen Oltmann → 3/1989 Geranta → 9/1989 Gracechurch Star → 1991 Geranta → 1994 UB Panther → 1997 Godewind → 2005 Tali Mar → 2006 Rose S. → 2008 Touareg → 2012 Princess Maria → 2019 Princess M, im September 2024 in Aliağa verschrottet                                              |
| Westermoor    | 94            | 804           | 7600586       | 03.06.1977 29.06.1977  | H. Peterson & Söhne, Rendsburg     | 4/1983 Essex Courage → 7/1983 Westermoor → 1986 West Moor → 1995 ZIM Espana → 2001 Harmony → 2009 Mansour M, am 14. Januar 2017 zur Verschrottung in Alang eingetroffen |
| Planet        | 94            | 791           | 7633387       | 15.09.1977 18.10.1977  | Henry Gerdau, Hamburg              | 1979 Ville du Levant → 1983 Planet → 1985 Pegasus → 1988 Maersk Turbo → 1991 Maersk Euro Decimo → 1994 Ole → 4/2001 Ingvild → 1/2022 Med Sea, so 2022 in Fahrt |
| Peter Knüppel | 94            | 822           | 7633466       | 17.10.1977 15.11.1977  | Hans Hermann Knüppel, Finkenwerder | 1978 Eurobridge Link → 1980 Peter Knüppel → 1982 Katherine Borchard → 1983 Peter Knüppel → 1/1984 Katherine Borchard → 12/1984 City of Salerno → 1986 Peter Knüppel → 1987 Maersk Tempo → 1991 Peter Knüppel → 2000 ZIM Black Sea → 1/2001 Peter Knüppel → 3/2001 Liv, im Februar 2012 in Grenaa verschrottet |
| Hansetor      | 94a           | 858           | 7726976       | 13.11.1978 17.12.1978  | Dieter Behrens, Hamburg            | abgeliefert als Kahira → 1983 Hansetor → 5/1985 Early American → 12/1985 Hansetor → 1988 Maersk Primo → 1989 Miriam Bochard → 1990 Euro Colombia → 1992 Nedlloyd Pacific → 1995 Hansetor → 1996 Hibiscus → 2007 Hibiscus One, im April 2011 in Alang verschrottet                                             |
| Hansedamm     | 94a           | 859           | 7818377       | 10.12.1978 31.12.1978  | Dieter Behrens, Hamburg            | abgeliefert als Karaman → 1/1985 Ville de Zenith → 5/1985 Hansedamm → 1986 Scandutch Sicilia → 1992 Nedlloyd Antilles → 1998 Dania Suhr → 2001 MSC Ecuador → 2002 Sea Tiger → 3/2004 Eco Yasin → 12/2004 Heidi → 2/2022 Lady Ayana → 3/2024 AB Ayana                                                          |
| Ostebay       | 94b           | 850           | 7818365       | 28.02.1979 06.04.1979  | Schiffahrtskontor Oste, Hemmoor    | 1984 Skogafoss → 1998 Maersk Georgetown → 1999 Skogafoss → 1999 Bougainvilla → 2008 Ocean Carrier → 2011 Mujur 3, im Dezember 2012 zur Verschrottung in Guangzhou eingetroffen |
| Regulus       | 94b           | 825           | 7824613       | 24.03.1979 10.05.1979  | Jürgen H. Breuer, Hamburg          | 1984 Reykjafoss → 1999 Carnation → 2011 Span Asia 3 → 2024 als Sia verschrottet |